# Serguéi Kliuguin
Serguéi Petróvich Kliuguin (24 de marzo de 1974 en Kíneshma, óblast de Ivánovo, Rusia) es un atleta ruso especialista en salto de altura que fue campeón olímpico en los Juegos de Sídney 2000.

## Trayectoria
Es un saltador de trayectoria bastante irregular. Se dio a conocer internacionalmente en agosto de 1998 cuando saltó 2,36 en la reunión atlética Weltklasse de Zúrich, la segunda mejor marca mundial del año tras el cubano Javier Sotomayor. Ese mismo mes ganó la medalla de bronce en los Europeos al aire libre de Budapest con 2,32, por detrás del polaco Arthur Partyka y del británico Dalton Grant.
Su mayor éxito llegaría en los Juegos Olímpicos de Sídney 2000, donde dio una de las grandes sorpresas de los Juegos ganando la medalla de oro con una marca de 2,35 metros.
La final olímpica, celebrada el 24 de septiembre, fue bastante atípica. Después de que siete saltadores hubieran superado el listón sobre 2,32, incluido el gran favorito, el cubano Sotomayor, Kliugin fue el único que pudo franquear la siguiente altura de 2,35 Poco después de saltar Kliugin comenzó a caer la lluvia, lo que dificultó al resto de competidores.
Tras la prueba Kliuguin declaró:

He tenido suerte. Por supuesto, la lluvia me ha ayudado, pero así lo habrá querido Dios

Tras los Juegos de Sídney no ha vuelto a conseguir grandes triunfos. Su único resultado destacable fue la 4.ª posición en los Mundiales al aire libre de Edmonton 2001.
Actualmente sigue compitiendo. Su mejor marca de 2006 la consiguió en la reunión atlética de Huelva, donde fue 3.º con 2,25

## Resultados
| Año  | Competición                  | Lugar                    | Puesto | Marca |
| ---- | ---------------------------- | ------------------------ | ------ | ----- |
| 1991 | Campeonatos de Europa Junior | Tesalónica, Grecia       | 2.º    |       |
| 1992 | Campeonatos del Mundo Junior | Seúl, Corea del Sur      | 5.º    | 2,20  |
| 1997 | Campeonatos del Mundo Indoor | París, Francia           | Elim.  | 2,24  |
| 1997 | Campeonatos del Mundo        | Atenas, Grecia           | 11.º   | 2,29  |
| 1998 | Campeonatos de Europa        | Budapest, Hungría        | 3.º    | 2,32  |
| 1998 | Copa del Mundo               | Johannesburgo, Sudáfrica | 3.º    | 2,28  |
| 1999 | Campeonatos del Mundo        | Sevilla, España          | Elim   | 2,20  |
| 2000 | Juegos Olímpicos             | Sídney, Australia        | 1.º    | 2,35  |
| 2001 | Campeonatos del Mundo        | Edmonton, Canadá         | 4.º    | 2,30  |
| 2004 | Campeonatos del Mundo Indoor | Budapest, Hungría        | Elim.  | 2,24  |

## Marca personal
- 2,36 - Zúrich, 12 Ago 1998